# Helene Vetsera

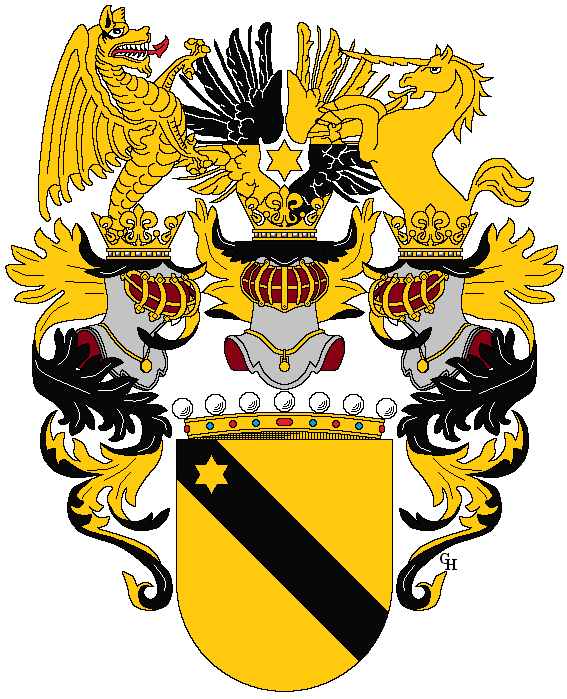
Blazonul lui Albin Baron von Vetsera, soțul Helenei Baltazzi

Helene Baroană von Vetsera, născută Baltazzi (n. 29 mai 1847, Marsilia, Franța – d. 1 februarie 1925, Viena, Austria, la Viena) a fost o nobilă austriacă de origine greacă și mama Mariei Vetsera.

## Viața
Helene Baltazzi era fiica unui bancher grec, Theodor Baltazzi și a primei sale soții, Despina Vukovich (c. 1820, c. 1849). În 1864 când s-a căsătorit cu diplomatul austriac Albin Cavaler von Vetsera (1825-1887), era considerată cea mai bogată fată din Constantinopol. Frații ei Alexander și Hector Baltazzi, erau renumiți proprietari de cai și călăreți sportivi de mare succes.
Albin von Vetsera a primit titlul de baron în 1870. Cel de-al treilea dintre cei patru copii ai familiei, Maria von Vetsera (numită în familie Mary), născută în 1871, a intrat în istorie șaptesprezece ani mai târziu prin moartea ei tragică la Mayerling. Familia a locuit inițial într-o clădire de pe Schüttelstrasse nr. 7-9 în Viena, iar în jurul anului 1880 s-a mutat într-un palat de pe Salesianergasse nr. 11. Helene Vetsera conducea o casă mare și frecventa cele mai bune cercuri din înalta societate. Ea a supraviețuit tuturor copiilor ei și și-a pierdut averea datorită inflației ce a urmat Primului Război Mondial. Helene a murit în 1925 la Viena și a fost înmormântată în cimitirul local din Payerbach (Austria Inferioară) lângă fiul ei cel mai mic, Franz.

## Mayerling
După tragedia de la Mayerling, în care fiica ei Mary, a murit împreună cu prințul moștenitor Rudolf pe 30 ianuarie 1889, Helene a căzut în dizgrația curții imperiale și a înaltei societăți.  În iunie 1889 Helene a redactat un memoriu împreună cu dr. Karl Biel (editor al jurnalului Volkswirth) care a fost tipărit la editura Plaut din Viena în 200 de exemplare. Imediat după ieșirea din tipografie, reprezentanți ai curții imeriale au confiscat și distrus memoriul. Totuși au fost salvate aproximativ 20 de exemplare care au ajuns în străinătate. În acest memoriu Helene a povestit desfășurarea nefericitelor evenimente și a negat propria implicare în această tragedie, acuzând-o pe fosta ei prietenă Marie Louise von Larisch-Wallersee că a mediat întâlnirea dintre fiica ei și prințul moștenitor Rudolf.

## Descendenți
- Ladislaus „Lazi” von Vetsera (1865–1881, decedat în incendiu la teatrul de pe Ringstrasse)
- Johanna „Hanna” contesă von Bylandt-Rheydt, baroneasă von Vetsera (1868–1901, decedată la Roma bolnavă de tifos)[12]
- Maria „Mary” Alexandrine baroneasă von Vetsera (1871–1889, decedată la Mayerling)
- Franz Albin „Feri” von Vetsera (1872–1915, decedat în Primul război mondial, la Wolhynien în Polonia)[13]